# Heltai Nándor (újságíró)
Heltai Nándor (Győr, 1930. március 13. – Kecskemét, 2017. szeptember 1.) magyar újságíró, szerkesztő, közíró, népművelő, helytörténész.

## Művei
- Bács-Kiskun megye (1974)
- Bugaci Csárda (1996)
- Ébredező városrészek: Szeleifalu, Alsószéktó, Kiskecskemét, Homokbánya (2006)
- "Elveték a jó magot": "a tényerő-dús" Széchenyi és a kecskeméti Liebenbergek (2005)
- "És egyszer csak elkezdődtek a kecskeméti népzenei találkozók..." (2003)
- "Fel tehát magyar népe Kecskemétnek": Kossuth Lajos és Kecskemét (2001)
- Gólok, bajnokok, sorsok: A Kecskeméti Testedző Egyesület 75 éve (1987)
- Hunyadiváros: utcák, terek, kertek, épületek, családok, sorsok (2005)
- "Isten és emberiség jutalmazza őt érdemei szerint": Ács Károly, a "tettekben hazafi" küzdelmes élete (2004)
- Kecskemét [Útikönyv, történelmi háttérrel] (több kiadásban: 1972, 1973, 1985, 1998)
- Kecskemét jelesei (Váry Istvánnal közösen), (1968)
- "A kecskeméti oltóág": Németh László és a hirös város (1997)
- Kincses Kecskemét: várostörténeti olvasókönyv (2005)
- Kodály Zoltán és szülővárosa, Kecskemét: dokumentumok, emlékek (2008)
- Máriát dicsérni hívek jöjjetek!: boldogasszony anyánk kecskeméti kultusza (2006)
- "Ma a kis Magyarországnak ez a város a szemefénye": Móricz Zsigmond és a hírös város (2004)
- Mit üzen az öreg kőtemplom?: A Szent Miklós -templom bemutatása, építéstörténete, városhistóriai háttérrel (2002)
- "Munkával szentelt táj": Katonatelep, Talfája, Úrrét (2009)
- "A nemzetnek tanító oskolái" (2001)
- Nyomdászat Kecskeméten (1980)
- "Örökre ide fészkelem magam" (2000)
- A reneszánsz ember: Bóbis Gyula az első kecskeméti olimpiai bajnok (2010)
- Száz éves a kecskemét-fülöpszállási vasútvonal, 1895-1995 (1995)
- A szeretnivaló klub (2011)
- "Szívébe fogadott Kecskemét" (1982)
- "Tisztelte a magyar munkát és a magyar munkást" (2014)
- Tóth László, a hírlapíró és szerkesztő (2000)

### Tanulmányok, könyvrészletek
- Abaposztós esküdtektől a nyakkendős képviselőkig In: Városházi ki kicsoda? (1999) p. 60-72.
- Adatok Kecskemét zenetörténetéhez. In: A Kodály Intézet jubileumi évkönyve (2001) p. 113-127.
- A Katona József Társaság száz éve: 1891-1990. In: A Katona József Társaság évkönyve (1991) p. 11-116.
- Kecskemét kecskeméti utcanevei. In: Kecskeméti tükör (1989) p. 101-104.
- Kecskemét. In: Petőfi emlékhelyek a Kárpát-medencében 1996) p. 75-86.
- A kecskeméti munkáslapok története. In: Népkutató-Honismereti Kör évkönyve (1966) p. 1-39.
- Miért mondatta le Rákosi Tóth László polgármestert? In: Kecskeméti tükör (1989) p. 31-33.
- A petróleumtól a lézerfényig: Kiss András aranykoszorús mesterfotográfus életútja. In: Fényképalbum, ami maradt (2001). p. 7-50.

### Szerkesztésében, közreműködésével megjelent munkák
- Aranyhomok: Antológia (1962)
- Bács-Kiskun megye siker kalendáriuma (1996)
- Baja (1974, 2. kiad. 1977)
- Emlékeink dr. Bakkay Tiborné Bodor Éváról (1994)
- Jancsó Miklós (1982)
- Katona József emlékév, 1961-1962 (1961)
- Kecskemét: Andruskó Károly fametszetei (1976)
- Kecskemét: tanulmányok a város múltjáról, jelenéről, 1368-1968 (1968)
- Kecskeméti Zenei Napok (1962)
- Két folyó között: Bács-Kiskun (angolul és németül is megjelent) (1995, 2001)
- Petőfi és Kecskemét (1988)

## Díjai, elismerései
- Kecskemét Művészetéért Emlékérem (1977)
- Kós Károly emlékérem (1989)
- Pilinszky-díj (1996)
- Kecskemét  Közművelődéséért Díj (2001)
- Katona József-díj (2004)
- Tóth László-díj (2008)
- Bács-Kiskun Megye Építészetéért Díj (2009)
- Szilády Károly-díj (2009)
- Hunyadi-díj (2011)